# Dopianos
Os Dopianos (em armênio/arménio:  Դոփյաններ) foram um clã de iscanos armênios, um dos ramos da Casa de Cachene de Artsaque, do final do século XII ao século XVI. Eles governaram em Alto Cachene ou Tsar. A cidade-fortaleza de Tsar era a residência oficial. Entre os centros espirituais estavam Dadivank e Khatravank.

## História
A família Dopiã recebeu seu nome em homenagem a Dopa (Դաւփ), esposa de Haçane I, o governante do Alto Cachene. A própria Dopa era uma das filhas do príncipe Sérgio Zacariã e da princesa Saakandukht Arzerúnio. Após a morte de seu marido, a princesa Dopa tornou-se a governante do Alto Cachene (Tsar). O católico Isaias Haçane-Jalaliã deixou uma menção de que “a piedosa Dopa é filha do iscano dos iscanos Sérgio [Zacariã]” e que:
...o grande iscano Haçane possuía [as fortalezas de] Akana, Andaberd, Sotique, Shagvak e muitos outros gavares, entre os quais ele amava principalmente a vila de Tsar - um feudo e uma recompensa pela bravura, pela qual os governantes armênios pagaram com o preço de [seu] sangue.
A partir de então, os iscanos do Alto Cachene foram chamados de Dopianos - um dos raros exemplos na tradição nobre armênia em que uma família principesca recebeu o nome de uma mulher. Após a libertação da Armênia Transcaucasiana, os Dopianos tornaram-se vassalos da família Zacariã. A dinastia dopiana alcançou sua maior prosperidade no século XIII, durante o domínio mongol. O filho de Haçane I e Dopa, o príncipe Gregório I Dopiã, juntamente com seu filho Sevada, participou da campanha mesopotâmica (1242-1243) do comandante mongol Baiju.
Os iscanos e comandantes militares proeminentes foram Haçane II, Gregório II e Haçane III. Após a morte de Gregório II Dopiã, que em inscrições se autodenomina “Príncipe da Armênia” e “Senhor da Pequena Siunique - Khandaberd, Akan e as altas montanhas de Guelã, de Sodok a Shohag...”, a influência política dos Dopianos enfraqueceu. O príncipe Haçane III e seus filhos morreram em 1386 durante uma batalha contra as tropas de Tamerlão. Os timúridas, entretanto, mantiveram os direitos principescos dos dopianos. Na década de 1430, as posses dos príncipes dopianos foram tomadas pela Confederação do Cordeiro Negro. O filho do neto de Haçane III, o príncipe Aitim, após três anos de atividade na aposta deste último, recuperou parte de suas posses pagando uma quantia considerável aos chefes da Confederação do Cordeiro Negro.
A partir de meados do século XV, como resultado das condições desfavoráveis do jugo estrangeiro, o principado do Alto Cachene se dividiu em três pequenas possessões. Nessas últimas, as casas principescas de Ulubekents, Aitinenets e Dganshents, ramificadas dos Dopianos, continuaram a governar até o século XVI. A família Ulubekents deu origem à família principesca dos Melique-Xanazariãs, governantes de Guelarcunique. No início do século XVII, Mirza-bek, o irmão mais novo do melique Sotq Xanazar I, tornou-se melique de Varanda.